# انسحاب الستيرويد الموضعي
يصيب انسحاب الستيرويد الموضعي، المعروف أيضًا باسم حرق الجلد الأحمر والتهاب الجلد الستيرويدي مستخدمي الستيرويدات الموضعية على المدى الطويل بعد توقفهم عن الاستخدام. تشمل الأعراض احمرار الجلد، والشعور بالحرق، والحكة. وقد يتبع بعد ذلك بحدوث تقشّر في الجلد.
يتطلب حدوث حالة انسحاب الستيرويد الموضعي عمومًا تطبيق الستيرويد يوميًا على الأقل لأكثر من عام. فهو أحد الآثار الضارة لاستخدام الستيرويدات القشرية الموضعية. الأشخاص المصابون بالتهاب الجلد التأتبي هم الأكثر عرضة للخطر.
يُعالَج عبر التوقف عن استخدام الستيرويدات الموضعية. يمكن إيقافها إما تدريجيًا أو فجأة. قد تساعد أيضًا الكمادات الباردة. الحالة نادرة. أُبلغ عن حالات عند البالغين وعدد قليل من الحالات المحتملة عند الأطفال. وُصف المرض لأول مرة في عام 1979.

## العلامات والأعراض
يتميز إدمان الستيرويد الموضعي (TSA) بالتهاب الجلد المنتشر الذي لا يمكن السيطرة عليه وتفاقم التهاب الجلد مما يتطلب ستيرويد موضعي أقوى للحصول على نفس النتيجة الأولى. تُعرف هذه الدورة باسم متلازمة إدمان الستيرويد. عند التوقف عن تطبيق الستيرويد الموضعي، سيعاني المريض من احمرار جلد، وإحساس بالحرق، وحكة عميقة في العظام، وتقشر، وجلد ساخن، وتورم، ونَز لفترة طويلة. يسمى ذلك أيضًا بـ «متلازمة الجلد الأحمر» أو «انسحاب الستيرويد الموضعي». بعد انتهاء فترة الانسحاب، سيتوقف التهاب الجلد التأتبي أو يصبح أقل حدة مما كان عليه من قبل. أبلغ أيضًا عن إدمان الستيرويد الموضعي في منطقة كيس الصفن عند الذكور. تشمل الأعراض الأخرى آلام الأعصاب والقلق والاكتئاب الشديد والتعب ومشاكل العين والالتهابات المتكررة.

### المدة
تتغير مدة انسحاب الستيرويدات الموضعي الحاد، وقد تستغرق شهورًا إلى سنوات للعودة إلى الحالة الأصلية للجلد. قد تؤثر مدة استخدام الستيرويد على الوقت المطلوب للعلاج؛ فقد أبلغ المرضى الذين استخدموا المنشطات لأطول فترة عن أبطأ فترة نقاهة.

## السبب
يتطلب حدوث حالة انسحاب الستيرويد الموضعي تطبيق الستيرويدات يوميًا على الأقل لأكثر من عام. أُبلغ عن حدوث حالات بعد فترة قصيرة تصل إلى أسبوعين من الاستخدام.

## آلية الحدوث
تاريخيًا، كان يعتقد أن الكورتيزول ينتج فقط عن طريق الغدد الكظرية. أظهرت الأبحاث الحديثة أن الخلايا الكيراتينية في جلد الإنسان تنتج الكورتيزول أيضًا. يغير تطبيق الستيرويد الموضعي المطول نمط تعبير مستقبلات الغلوكوكورتيكويد (GR) على سطح الخلايا الليمفاوية. يملك المرضى الذين يعانون من مقاومة للستيرويدات الموضعية قيمة منخفضة لنسبة مستقبلات الغلوكوكورتيكويد إلفا إلى الغلوكوكورتيكويد بيتا. بالإضافة إلى ذلك، سبب حدوث الحمامي المميزة لـ «متلازمة الجلد الأحمر» هو إطلاق أكسيد النيتريك البطاني المخزن (NO) والتوسع الوعائي اللاحق للأوعية الجلدية.

## التشخيص
يعتمد التشخيص على ظهور طفح جلدي خلال أسابيع من إيقاف الستيرويدات الموضعية طويلة المدى. وتظهر علامة المصباح، وهي احمرار الجزء السفلي من الوجه بدون منطقة الأنف وحول الفم، وعلامة الكم الأحمر، وهي اندفاع ارتدادي يتوقف فجأة عند أسفل الذراعين واليد. إضافة إلى علامة تجاعيد الفيل، التي تنجم عن نقص مرونة الجلد. قد يكون التفريق بين الحالة المرضية التي استُخدمت لعلاجها هذه الستيرويدات وما تسببه هي نفسها أمرًا صعبًا. قد يشخص الجلد المحترق الأحمر خطًا.

## الوقاية
تتمثل الوقاية في عدم استخدام كريمات الستيرويد متوسطة أو عالية القوة لفترات تزيد عن أسبوعين.

## العلاج
يشمل العلاج تقليل الستيرويدات الموضعية بشكل آمن. لا ينبغي إيقافها دون استشارة الطبيب لمنع تفاقم الأعراض، ويمكن إيقافها إما تدريجيًا أو فجأة. وقد تساعد أيضًا الكمادات الباردة. قد تساعد مضادات الهيستامين في تخفيف الشعور بالحكة. يمكن استخدام مثبطات المناعة والعلاج بالضوء أيضًا عند بعض الأشخاص. يوصى غالبًا بالدعم النفسي. تشمل حاليًا خيارات العلاج الموثقة في الأدبيات التاكروليموس والبيميكروليموس والدوبيكسينت. لاحظ بعض الأطباء وجود نتائج إيجابية عند استخدام الدوكسيسيكلين الفموي و/أو الكليندامايسين الموضعي. على الرغم من أن أفضل شكل من العلاج هو تجنب أي ستيرويد قشري موضعي وإتاحة الوقت للجسم للشفاء.

## وبائيًا
الحالة نادرة. أُبلغ عن حالات عند البالغين والأطفال. قدرت إحدى الدراسات الاستقصائية لمرضى التهاب الجلد التأتبي الذين عولجوا بالستيرويدات القشرية الموضعية في اليابان أن حوالي 12% من المرضى البالغين كانت حالاتهم غير خاضعة للسيطرة، وكانوا مدمني ستيرويدات موضعية في نفس الوقت (TCS). وفقًا لدراسة حديثة تبحث في انتشار التهاب الجلد التأتبي وعبئه المرضي، يوجد 16.5 مليون بالغ في الولايات المتحدة مُشخص لهم التهاب جلد تأتبي.

## تاريخيًا
وُصفت الحالة لأول مرة في عام 1979.
أجريت مراجعة منهجية (تحليل تلوي) وفقًا لما يتطلبه الطب المسند بالدليل ومعايير البحث الحالية لاتخاذ قرارات سريرية في عام 2016 وأعيد نشرها مع التحديثات في عام 2020.